# Хрисија Римска
Хрисија Римска је ранохришћанска мученица и хришћанска светитељка из III века.
Према предању, пострадала је током средине III века, у време владавине римског императора Клаудија Готског или Требонијана Гала. Потицала је из краљевске или племићке породице. Прогнана је из Рима у Остију јер је отворено исповедала хришћанство. У Остији је живела на имању ван градских зидова и одржавала контакт са локалним хришћанима, укључујући епископ Киријака Остијског.
Пошто је одбила да принесе жртву римским боговима, мучена је заједно са својим пријатељима хришћанима и на крају бачена је у море с каменом везаним око врата. Сахрањена на њеном имању у Остији. На месту где је сахрањена подигнута је црква њој посвећена.  
Црква је обновљена у 15. веку. Одломак хришћанског натписа који се односи на Хрисију откривен је 1981. године.